# Simeon Williamson
Simeon Oscar C. Williamson (Islington, 16 januari 1986) is een Engelse sprinter, die is gespecialiseerd in de 100 m. Hij nam eenmaal deel aan de Olympische Spelen.

## Loopbaan
In 2007 op de Europese kampioenschappen voor atleten onder 23 jaar in het Hongaarse Debrecen won Simeon Williamson een gouden medaille op de 100 m in een PR-tijd van 10,10 s. Hij versloeg hiermee zijn landgenoot Craig Pickering. In 2005 won hij een zilveren medaille op de Europese kampioenschappen voor junioren en eindigde hiermee slechts 0,01 seconde achter Pickering. De Brit Alex Nelson, die het brons opeiste, zorgde ervoor dat het podium volledig uit Britten bestond. Op de universiade in 2007 finishte Williamson als eerste op de 100 m.
In 2008 werd Williamson zevende op de 60 m op de wereldindoorkampioenschappen in het Spaanse Valencia. Op de Olympische Spelen van 2008 in Peking sneuvelde hij in de kwartfinale van de 100 m met een tijd van 10,32. Hij kwam ook uit op de 4 × 100 m estafette met zijn teamgenoten Tyrone Edgar, Marlon Devonish en Craig Pickering, maar werd gediskwalificeerd in de series.
Een jaar later deed hij het op de wereldkampioenschappen in Berlijn samen met Tyrone Edgar, Marlon Devonish en Harry Aikines-Aryeetey beter. Dit Britse viertal veroverde in Berlijn de bronzen medaille in een tijd van 38,02, hun beste seizoentijd.
Williamson is een neef van de Britse hoogspringer Germaine Mason. Hij is aangesloten bij de club Highgate Harriers.

## Titels
- Europees kampioen U23 100 m - 2007
- Brits kampioen 100 m - 2009
- Brits indoorkampioen 60 m - 2006

## Persoonlijke records
Outdoor
| Onderdeel | Prestatie | Datum            | Plaats     |
| --------- | --------- | ---------------- | ---------- |
| 100 m     | 10,03     | 12 juli 2008     | Birmingham |
| 200 m     | 21,60     | 16 augustus 2005 | Tallinn    |

Indoor
| Onderdeel | Prestatie | Datum            | Plaats     |
| --------- | --------- | ---------------- | ---------- |
| 60 m      | 6,53      | 21 februari 2009 | Birmingham |
| 200 m     | 21,55     | 20 februari 2005 | Birmingham |

## Palmares

### 60 m
- 2008: 7e WK indoor - 6,63 s
- 2009: 4e EK indoor - 6.57 s

### 100 m
Kampioenschappen
- 2005:  EJK - 10,52 s
- 2007:  Universiade
- 2008:  Britse kamp. - 10,03 s
- 2009:  FBK Games - 10,09 s
- 2009:  Britse kamp. - 10,05 s
- 2009: 8e Wereldatletiekfinale - 10,48 s

Golden League-podiumplek
- 2009:  ISTAF – 10,13 s

### 4 × 100 m
- 2009:  WK - 38,02 s